# Požár Národního divadla
Požár Národního divadla v Praze nastal 12. srpna 1881, dva měsíce po jeho slavnostním otevření, během dokončovacích prací. Požár zničil měděnou kupoli, hlediště, oponu od Františka Ženíška i jeviště divadla. Podle oficiálních závěrů tehdejšího vyšetřování oheň způsobila neopatrnost klempířů provádějících dokončovací práce na stavbě budovy, pozdější pokusy však tuto verzi zpochybňují. 

## Situace před požárem
Národní divadlo bylo poprvé otevřeno 11. června 1881 na počest návštěvy korunního prince Rudolfa premiérou Smetanovy Libuše, komponované začátkem sedmdesátých let pro tuto příležitost. Odehrálo se v něm celkem 12 představení, než byla budova uzavřena pro dokončovací práce. Uprostřed nich, 12. srpna 1881, došlo k požáru. 

## Vznik požáru
Podle oficiální verze požár vznikl tím, že klempíři, kteří na střeše pracovali na instalaci hromosvodu, prý dostatečně neuhasili dřevěné uhlí v kamínkách, na kterých rozehřívali páječky, jimiž spojovali plechy na střeše. Podle výsledků tehdejšího vyšetřování uhlíky kolem půl páté odpoledne vysypali do žlabu a zalili vodou, od uhlíků se rozžhavil měděný okap a od něj chytilo dřevěné bednění střechy. Kolem páté odpoledne začalo pršet a okapovým žlabem, v němž měly zůstat žhavé uhlíky, musela téct voda.

## Zjištění a záchranné práce

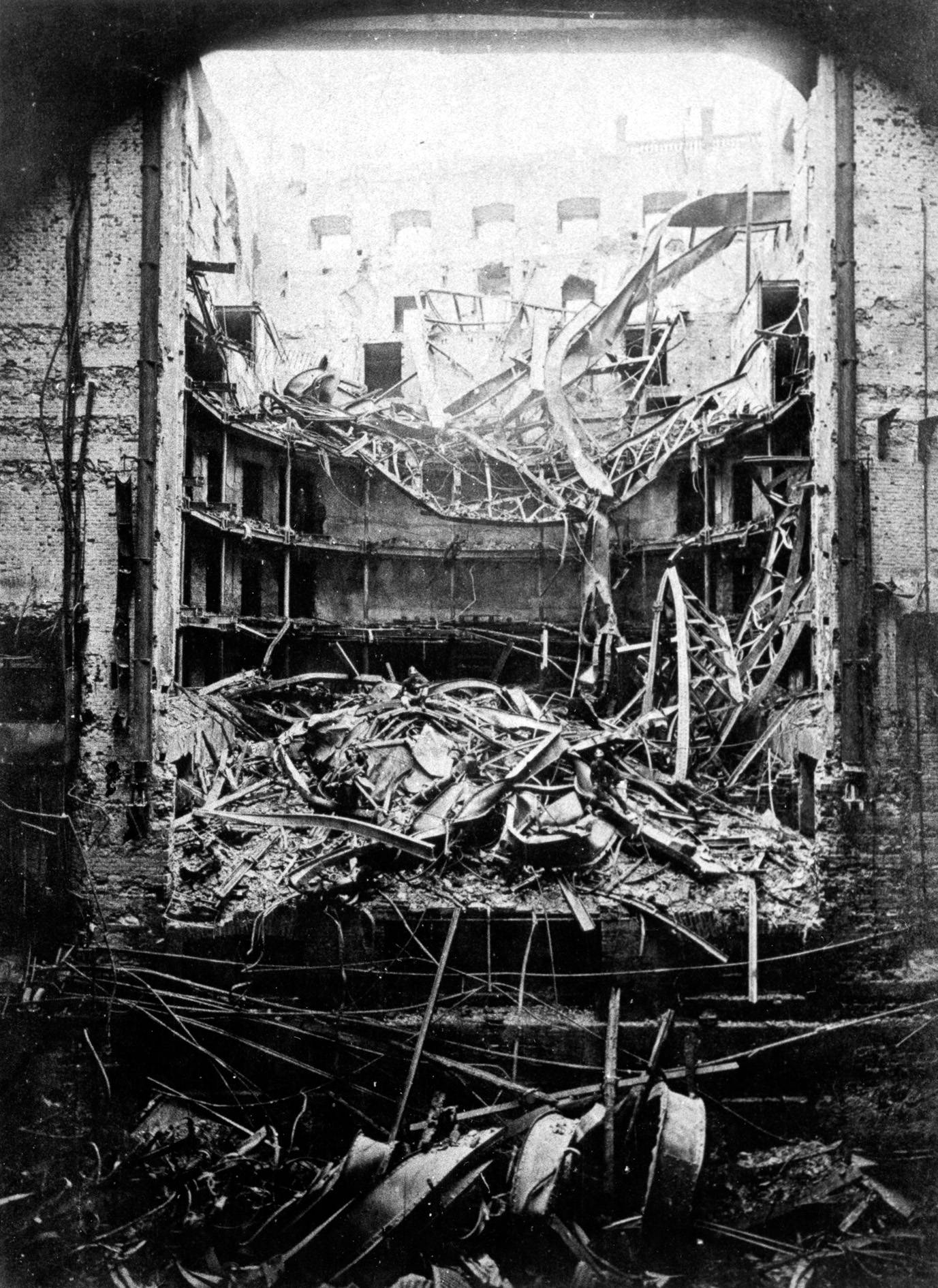
Interiér divadla po požáru

Oheň zpozoroval hasič při obchůzce divadlem a včas sepnul hlásič v budově. Shodou okolností ve stejný okamžik nahlásil požár i strážník z nedaleké Poštovské ulice. Tudíž v hasičské centrále zaznamenali místo kódu ND v Morseově abecedě jen čáru a nepoznali, kde hoří. Zhruba po půlhodině opakované hlášení pak přišlo pozdě.
Mezi prvními, kdo hasili oheň na střeše, byl i sochař Bohuslav Schnirch. Vzhledem k tomu, že bylo současně spuštěno kropicí zařízení nad jevištěm a otevřeny všechny hydranty v budově, poklesl tlak vody a po několika minutách přestala téct. Divadlo zásobovala vodárna na Karlově, kde den před tím prasklo přívodní potrubí a v nádrži značně klesla hladina vody.
Šíření ohně podporoval tehdy i silný vítr. Vzplanul také zbytkový plyn v potrubí.
Železnou oponu se nakonec podařilo spustit jen částečně a když už byl oheň i v hledišti. Poté se zřítil strop s lustrem.
K ohni nejprve dorazilo 12 hasičů s jednou stříkačkou a jednou voznicí, teprve pak přijely posily, ovšem bez výsuvných žebříků a podobné techniky.
Hasičům se podařilo uchránit před ohněm okolní budovy, a to i sousedící Prozatímní divadlo. Oheň zcela zničil střechu divadla, hlediště i jeviště včetně dekorací k chystané premiéře opery Libuše. Zachoval se vestibul, foyer, lodžie a řada místností jako archiv, šatna a divadelní kancelář. Hasiči zachránili i mnoho uměleckých děl.

## Okolnosti požáru
Od počátku se ve zjitřené atmosféře hledání viníka objevovaly domněnky, že divadlo shořelo kvůli národnostním třenicím mezi pražskými Čechy a Němci. Vyšetřování se ale zaměřilo na oba řemeslníky a určilo, že oheň zavinili svou nedbalostí. Zpráva Výboru sboru pro zřízení Národního divadla mezi dalšími příčinami, proč se požár rozšířil, jmenovala i špatnou funkčnost hydrantů, zmatečnou organizaci a nedostačující techniku hasičů. V reakci na událost odešel z funkce do penze po 24 letech ve službě velitel pražského hasičského sboru Josef Lammer. 
Po sto letech spisovatel literatury faktu Miroslav Ivanov nechal ve Výzkumném a zkušebním leteckém ústavu udělat expertízu, která prokázala, že od neuhašených oharků budova vzplanout nemohla. Miroslav Ivanov ve svém pátrání po historii narazil na řadu okolností:
- záhadná sebevražda nadhasiče Čeňka Diviše,
- v pražském vodovodu znatelně poklesl tlak, právě v den požáru v pátek 12. srpna 1881
- praskla roura novomlýnského vodovodu,
- železná bezpečnostní opona se nedala ovládat, protože pod ní stálo v ten den lešení pro štukatéry,
- dva pracující na střeše, kterým je vznik požáru přisuzován, byli od německé firmy,
- v té době probíhaly nacionalistické konflikty mezi Čechy a Němci, které vyvrcholily v úterý 28. června 1881 (17 dní po otevření Národního divadla a měsíc a půl před jeho požárem) v Chuchli střetem, při němž zasahovala policie a který souvisel s boji o rozdělení pražské Karlo-Ferdinandovy univerzity, uskutečněné následujícího roku.

Knihu o požáru Národního divadla napsal Miroslav Ivanov v roce 1981, vydána byla v letech 1983 a 2000.
Český rozhlas v populárním článku a pořadu v září 2016 vyjmenovává „10 neuvěřitelných náhod“, který přispěly ke vzniku a šíření požáru:
- letovací kamínka údajně to odpoledne nechali na střeše divadla sami hasiči,
- dvě hlášení o události telegrafovaná na hasičskou stanici se navzájem vyrušila,
- kolemjdoucí vtrhli do budovy hasit, ale nadělali jenom víc škody,
- hasiči dopoledne testovali novou parní stříkačku od britské firmy; neměli ji ještě převzatou a nemohli ji najít, neměli ani dostatek uhlí a hadice nedosáhly k pokleslé hladině Vltavy,
- pražští hasiči byli v tu dobu na pohřbu svého kolegy, který spáchal sebevraždu z nešťastné lásky k divadelní tanečnici; první k požáru tak dorazili mimopražští
- hasiči při výjezdu nemohli sehnat koně; lidé jim je nechtěli půjčit,
- železnou oponu nešlo spustit kvůli probíhajícím pracím na výzdobě,
- stavebním materiálem horní lodžie Národního divadla byl asfalt,
- architekt vodovodního potrubí Národního divadla ve zbrklé snaze hasit vypustil všechnu vodu nad jevištěm,
- ve vodárně na Karlově byl kvůli poruše nízký tlak.

Podle expertizy, která se uskutečnila na konci 20. století, se údajně zvýšila pravděpodobnost verze úmyslného založení, přesto však tuto verzi nelze považovat za zcela prokazatelnou, protože chybějí přímé důkazy a usvědčení případných osob, které se mohly na založení požáru podílet. Pomocí expertízy se však údajně podařilo vyvrátit obvinění vznesené tehdejším soudem na oba řemeslníky Jenische a Ziniburga.
Jakýsi simulační pokus, který sama označuje za unikátní, uskutečnila též redakce Seznam Zprávy ve spolupráci s hasiči z Technického ústavu požární ochrany v Praze. Redakce rovněž uzavírá svůj pokus tvrzením, že „však vychází najevo, že se požár musel odehrát jinak, než jak jej uzavřel soud. A jak se obecně tvrdí.“ Redakce případu v roce 2018 věnovala část dílu pořadu Záhady Josefa Klímy.

## Sbírka na obnovu divadla
Po požáru v roce 1881 bylo možné okamžitě zahájit obnovovací práce díky vyplacení pojistné náhrady ve výši 297 869 zlatých První českou vzájemnou pojišťovnou.
Požár byl pochopen jako „celonárodní katastrofa“ a vyvolal obrovské odhodlání pro nové sbírky: za 47 dní byl vybrán milion zlatých.  Na sbírku přispělo celkem 45 % lidí z Prahy.[zdroj?]
Mezi nejvýznamnější dárce patřilo též hlavní město Praha, které na obnovení divadla věnovalo 181.623,99 zlatých, dalšími významnými dárci z řad měst byly Plzeň, Smíchov a Karlín, které věnovaly po cca 15–20 tisících zlatých. Hlavní prostředky na obnovu poskytl stát včetně sněmu Království českého. Sbor pro zřízení českého Národního divadla v Praze si vzal také půjčku z Městské spořitelny. Výraznou sumou přispěl císař František Josef I. a členové císařské rodiny (panovnická habsbursko–lotrinská rodina věnovala na obnovu celkem 31 tisíc zlatých), ruský car,[zdroj⁠?!] česká šlechta (např. Lobkovicové, Schwarzenbergové, Kounicové, Chotkové a Kolovratové dohromady přispěli více než 30 tisíci zlatých) a české vlastenky, jež darovaly výtěžky z bazarů (spolek Dámy král. zemsk. českého divadla v Praze věnovaly z uspořádaného bazaru 6418 zlatých).  Z podnikatelských korporací byl nejvýznamnějším dárcem Městský pivovar Plzeň, který věnoval 5 tisíc zlatých. Zlatkové a krejcarové sbírky se konaly i mezi prostým lidem. Jako autor myšlenky veřejných zlatkových sbírek bývá uváděn právník a politik Václav Seidl, jako organizátor sbírek například právník a politik Josef Říha.
Autor projektu Josef Zítek pro rozpory s Výborem přestavbu odmítl a do budovy Národního divadla už nikdy nevkročil. Budovu po požáru dokončil prof. arch. Josef Schulz. Obnovené divadlo bylo otevřeno 18. listopadu 1883 opět představením Smetanovy Libuše.